# Иван Батаклиев
Иван Атанасов Батаклиев е виден български географ, историк и геополитик.  
Професор, ръководител на катедрата по обща география и културно-политическа география, декан на Историко-филологическия факултет и директор на Географския институт на СУ „Св. Климент Охридски“, съосновател и председател на Българското географско дружество, член-кореспондент на географските дружества в Берлин, Прага, Белград, Вюрцбург, Грайфсвалд, Българския археологически институт и действителен член на Тракийския научен институт и Съюза на научните работници.
Специализира в Австрия, Англия, Германия, Франция и Холандия, автор е на над 110 научни труда, от които 22 преведени на чужди езици.
Проф. Иван Батаклиев се счита за основоположник, „баща“ на българската геополитическа наука, както и на ландшафтознанието в България.

## Биографични данни

### Произход и образование
Иван Батаклиев е роден на 24 януари 1891 г. в Пазарджик в семейство, произхождащо от Батак. Неговият баща, останал невръстен кръгъл сирак и по чудо жив след клането в 1876 г., е бил приютен от семейство Панджови в с. Дебращица, Пазарджишко. Негов брат е стоматологът Димитър Батаклиев, а сестра му – учителката и журналистка Евгения Батаклиева. След Освобождението в 1878 г. работи като ратай и домашен слуга в Пазарджик, ограмотява се, става чиновник и дребен търговец, създава семейство с девет деца в Пазарджик, скоро след което умира.
Иван Батаклиев учи до пети гимназиален клас в родния си град, а след това завършва Пловдивската мъжка гимназия през 1909 година. Същата година се записва за студент в Софийския университет. Следва география и като втора специалност – история.

### Във Войните за национално освобождение и обединение
Преди започването на Балканската война през есента на 1912 г. Иван Батаклиев е повикан за редовна военна служба в Трети артилерийски полк в гр. Пловдив.
През пролетта на 1913 г. заминава за фронта край Кавадарци в Македония и взема участие в Междусъюзническата война, за което е награден с кръст „За храброст“.
След демобилизацията взема университетските си изпити, а през 1914 г. довършва военната си служба в Школата за запасни офицери в Княжево с чин поручик. През учебната 1914/1915 г. Иван Батаклиев е назначен за гимназиален учител в Хасково.
При започването на Първата световна война през есента на 1915 г. е мобилизиран като командир на батарея и е на фронта до есента на 1918 година.
По време на войната започва да пише статии за обекти, през които е преминал – за долината на р. Козлудере, приток на р. Вардар, Сярското поле и Орфанския залив на Бяло море, където е стигнал с батареята си, отпечатани във в. „Балканска трибуна“. След демобилизацията през 1918 г. е преместен като учител в Пазарджик.

## Научна кариера

### Професионално развитие
Като учител Иван Батаклиев пише първата си научна статия „Оризовата култура в Татар-Пазарджишкото поле“, отпечатана през 1921 г. в сп. Естествознание и география. През 1923 г. в резултат на продължителни проучвания на родния си град написва своя голям труд „Град Татар-Пазарджик. Историко-географски преглед“ (444 стр.), рецензиран от професорите Анастас Иширков и Васил Златарски и издаден от Пазарджишката община.
Главно въз основа на тази книга получава покана и на 29 май 1924 година постъпва като асистент по география в катедрата по обща география и културно-политическа география, ръководена от проф. Иширков.
Иван Батаклиев е четвъртият преподавател в специалността география след професорите Анастас Иширков, Жеко Радев и доцент д-р Крум Дрончилов.
За повишаване на научната си подготовка през учебната 1927/1928 г. специализира в Германия, в градовете Йена и Берлин.
С хабилитационния си труд „Чепино. Специално-географски проучвания“ спечелва конкурс и от 16 юни 1930 година е хабилитиран за доцент към катедрата по обща география и културно-политическа география.
През 1933 г., след заболяването и пенсионирането на проф. Иширков, Иван Батаклиев поема от него ръководството на катедрата. Замества го и като преподавател по география в Свободния университет за политически и стопански науки (сега УНСС).
През 1933 г. специализира и започва докторантура във Виена, Австрия.
Иван Батаклиев е от инициаторите за обединяване на географите в страната чрез създаване на Българско географско дружество и негов втори председател след проф. Иширков през периода от 1934 до 1945 година. В този период, при активно негово участие, излизат 10 тома „Известия на Българското географско дружество“.
От 1934 г., след внезапната смърт на проф. Жеко Радев и починалия през 1925 г. доцент Крум Дрончилов става директор на Географския институт в Софийския университет „Св. Климент Охридски“.
Участва с научен доклад през 1934 г. на международния географски конгрес във Варшава.
На 5 февруари 1935 г. е назначен за професор.
През 1936 г. проф. Иван Батаклиев е инициатор, организатор и главен секретар на „IV конгрес на славянските географи и етнографи“ в София. Събитието е било широко отразено в средствата за масова информация, като най-голямото научно и културно събитие с международно участие от този род, провеждано дотогава в следосвобожденска България. На конгреса участват 323 учени от 10 страни, в т.ч. ок. 200 чуждестранни. В чест на конгреса е издадена и серия пощенски марки. Конгресът се е провел под върховното покровителство на държавния глава, Н.В. цар Борис III. За организирането и провеждането на конгреса проф. Иван Батаклиев е награден с орден „Св. Александър“.
През 1936 г. с група географи посещава Париж, през 1938 г. е на шестмесечна специализация на собствени разноски във Франция, в градовете Тулуза и Париж, във Великобритания – Лондон и Глазгоу и в Холандия – Амстердам, където участва на международния географски конгрес с научен доклад, а през 1939 г. с група географи посещава Гърция.
През учебната 1944/1945 г. е декан на Историко-филологическия факултет на Софийския университет.
Участва в комисии на Министерство на външните работи, провеждащи конкурсни изпити за дипломатически аташета.
Още през 40-те години проф. И. Батаклиев изтъква предимствата на геополитическото разположение на България.
Неговите аргументи от исторически, икономически и етнически характер за принадлежността на Западна Тракия към България са използвани в Париж през 1947 г. от българската делегация, която заминава да защитава българската национална клауза срещу претенциите на Гърция за Родопите при сключване на мирния договор след края на Втората световна война.
Признание за всестранната научна дейност в областта на географската наука е избирането му за член-кореспондент на географските дружества в Берлин, Прага, Белград, Вюрцбург, Грайфсвалд, Българския археологически институт и действителен член на Тракийския научен институт и Съюза на научните работници.
На 10 октомври 1947 година проф. Иван Батаклиев е неочаквано уволнен от Университета (без право на пенсия и на купони за храна). Мотивировката е политическа – за „великобългарска противонародна дейност“ и за социалдемократическата му партийна принадлежност от студентските години.
Проф. Иван Батаклиев намира физически и морални сили да продължи своите научни занимания на собствени разноски. Публикува редица статии в наши и чуждестранни издания. Голям брой от тях са посветени на родния му край Пазарджик. Публикува и научнопопулярни статии в много вестници като „Дъга“, „Мир“, „Зора“, „Свободен народ“, „Кооперативна защита“ и в пазарджишките – „Лъча“ и „Подем“, а през последните 10 – 15 години от живота му – в окръжния орган „Септемврийско знаме“.
През този период проф. Иван Батаклиев завършва своя капитален труд „Пазарджик и Пазарджишко. Историко-географски преглед“ (814 стр.), върху който е работил продължително време от 1925 до 1966 година. Книгата е издадена през 1969 г. и е уникално обстойно изследване, каквото не притежава нито един друг български град.
За тази му народополезна дейност за изучаване на географските условия и историческото минало на Пазарджишко, отразени в много трудове, през 1970 г. е удостоен с орден „Св. св. Кирил и Методи“, I степен.
Проф. д-р Иван Батаклиев умира на 15 декември 1973 г.

### Преподавателска дейност
В дългогодишната си преподавателска дейност проф. Батаклиев изнася лекции по:
- обща стопанска география;
- антропогеография;
- география на България и другите балкански страни;
- география на континентите;
- география на селищата;
- политическа география;
- история на географските открития;
- етнография и културна география.

### Изследователски теми
В научното му творчество са застъпени следните тематични направления:
- методика на географските изследвания и образование;
- географски и историко-географски изследвания на населението, на отделни селища и райони;
- географски изследвания на поречията и на черноморското крайбрежие;
- икономическа и аграрна география;
- географска трактовка за развитие на характерни земеделски култури и индустрията в България;
- политико-географски и геополитически изследвания на различни области в България и чужбина;
- биографични бележки за известни наши географи и историци.

### Научни приноси
Първостроител е на модерната българска антропогеография, като разглежда не само взаимодействието между човека и природата, а и по-новото схващане за последиците от това взаимодействие. Полага основите на ландшафтното изучаване на България. Задълбочава изследванията в областта на икономическата и аграрната география. С научното си дело доразвива политическата география в България и се счита за основоположник на геополитиката в България.